# Mexicali Challenger
Il Mexicali Challenger è stato un torneo professionistico di tennis giocato su campi in cemento. Faceva parte dell'ATP Challenger Series. L'unica edizione si è disputata a Mexicali in Messico.

## Albo d'oro

### Singolare
| Anno | Campione    | Finalista | Punteggio     |
| ---- | ----------- | --------- | ------------- |
| 1981 | Jim Delaney | Ross Case | 6–3, 5–7, 7–5 |

### Doppio
| Anno | Campioni           | Finalisti              | Punteggio |
| ---- | ------------------ | ---------------------- | --------- |
| 1981 | Syd Ball Ross Case | John James Sashi Menon | 6–3, 6–3  |